# Malá Domaša
Malá Domaša (ungarisch Kisdomása) ist eine Gemeinde in der Ostslowakei.
Die Gemeinde Malá Domaša liegt am Fluss Ondava, der hier nur zwei Kilometer unterhalb der Veľká-Domaša-Talsperre erneut aufgestaut wird. Der Stausee (vodná nádrž Malá Domaša) ist wesentlich kleiner (1500 Meter lang und ca. 200 Meter breit) und flacher als der große nördlich liegende See. Das Ondavatal ist etwa vier Kilometer breit und wird von Ausläufern des Ondauer Berglandes (Ondavská vrchovina) flankiert. Die Stadt Vranov nad Topľou ist 15 Kilometer von Malá Domaša entfernt.
Durch Malá Domaša führt die Fernstraße 15 (andere Bezeichnung: I/15) von Svidník nach Vranov nad Topľou, als Teilstück der Transitstraße von Südostpolen nach Ungarn.
Umgeben wird Malá Domaša von den Nachbargemeinden Giglovce im Norden, Jasenovce im Nordosten, Žalobín im Osten, Benkovce im Süden sowie Slovenská Kajňa im Westen.
Der Ort wurde im Jahr 1317 erstmals urkundlich erwähnt. Die römisch-katholische Kirche wurde 1769 erbaut.

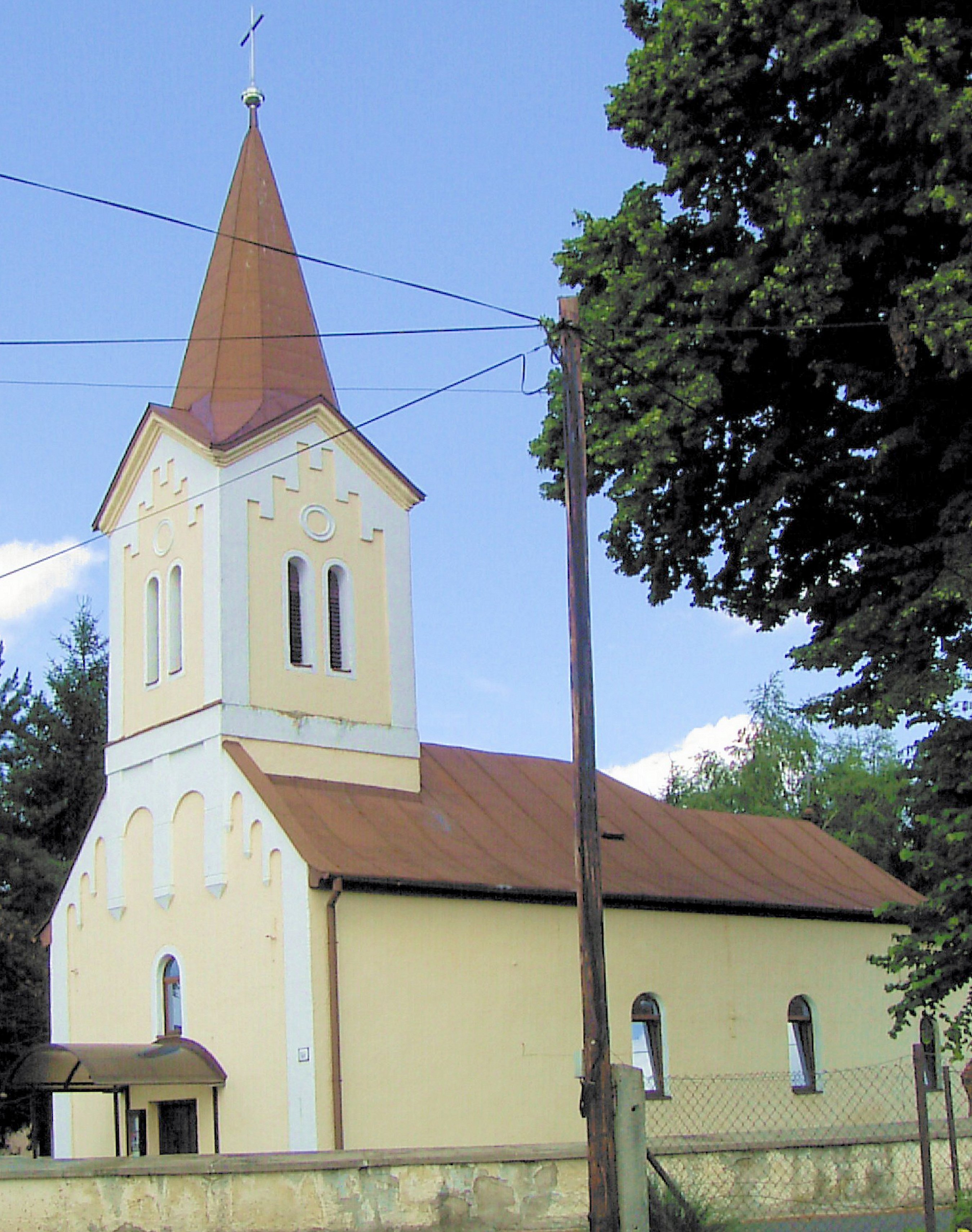
Römisch-katholische Kirche in Malá Domaša

In Malá Domaša leben fast ausschließlich Slowaken. 1991 lebten noch 34 Roma im Ort. 90 % der Einwohner bekennen sich zur römisch-katholischen Kirche, 8 % gaben als Konfession griechisch-katholisch an.

## Bevölkerung
| Jahr                | 1994 | 2004     | 2014     | 2024     |
| ------------------- | ---- | -------- | -------- | -------- |
| Anzahl der Personen | 409  | 451      | 508      | 706      |
| Unterschied         |      | +10,26 % | +12,63 % | +38,97 % |

| Jahr                | 2023 | 2024    |
| ------------------- | ---- | ------- |
| Anzahl der Personen | 691  | 706     |
| Unterschied         |      | +2,17 % |

## Belege
1. ↑  Hustota obyvateľstva - obce [om7014rr_obc=AREAS_SK, v_om7014rr_ukaz=Rozloha (Štvorcový meter)]. Statistical Office of the Slovak Republic, 31. März 2025, abgerufen am 31. März 2025 (slowakisch).
2. ↑  Počet obyvateľov podľa pohlavia - obce (ročne) [om7101rr_obce=AREAS_SK]. Statistical Office of the Slovak Republic, 31. März 2025, abgerufen am 31. März 2025 (slowakisch).
3. ↑  Statistikportal MOŠ (Seite nicht mehr abrufbar, festgestellt im April 2019. Suche in Webarchiven)  Info: Der Link wurde automatisch als defekt markiert. Bitte prüfe den Link gemäß Anleitung und entferne dann diesen Hinweis.
4. 1 2  Počet obyvateľov podľa pohlavia - obce (ročne) [om7101rr_obce=AREAS_SK]. Statistical Office of the Slovak Republic, 31. März 2025, abgerufen am 31. März 2025 (slowakisch).